# 小美野広行
小美野 廣行（こみの ひろゆき、1948年7月 - ）は日本の公認会計士。関西学院大学大学院経営戦略研究科教授、エスエス製薬代表取締役、日本ベーリンガーインゲルハイム代表取締役、WDBユニバーシティ代表取締役等を歴任。

## 人物・経歴
東京都生まれ。東京学芸大学附属大泉中学校、東京都立大泉高等学校を経て、1971年一橋大学商学部卒業、帝人株式会社入社。古野電気株式会社代表取締役社長の古野幸男は大学及び帝人入社同期。1985年マサチューセッツ工科大学経営大学院修士課程修了。
1996年公認会計士登録。1999年日本ベーリンガーインゲルハイム株式会社常勤監査役。2002年エスエス製薬株式会社代表取締役専務取締役財務経理本部長。2007年日本ベーリンガーインゲルハイム株式会社代表取締役財務本部長兼最高財務責任者。2010年関西学院大学専門職大学院経営戦略研究科教授。同年古野電気株式会社監査役。2012年WDBユニバーシティ株式会社代表取締役社長兼学長兼WDBホールディングス取締役。

## 著作
- 「市毛ゼミにおける社会人特別講義について」商経学叢 / 近畿大学商経学会 編 52(2) (通号 146) 2005